# Le Bar-sur-Loup
Le Bar-sur-Loup [lə baʁ syʁ lu] ist eine südfranzösische Gemeinde im Département Alpes-Maritimes in der Region Provence-Alpes-Côte d’Azur. Sie gehört zum Arrondissement Grasse und zum Kanton Valbonne. Die Bewohner nennen sich Aubarnais oder Barois.

## Lage
Die Gemeinde liegt im Regionalen Naturpark Préalpes d’Azur.
Die angrenzenden Gemeinden sind Gourdon im Norden, Tourrettes-sur-Loup im Nordosten, La Colle-sur-Loup im Osten, Le Rouret im Südosten, Châteauneuf-Grasse und Grasse im Süden, Saint-Vallier-de-Thiey im Südwesten und Caussols im Nordwesten.

## Bevölkerungsentwicklung
| 1962 | 1968 | 1975 | 1982 | 1990 | 1999 | 2006 | 2008 | 2017 |
| ---- | ---- | ---- | ---- | ---- | ---- | ---- | ---- | ---- |
| 1501 | 1647 | 1691 | 2043 | 2465 | 2543 | 2726 | 2778 | 2936 |

## Sehenswürdigkeiten

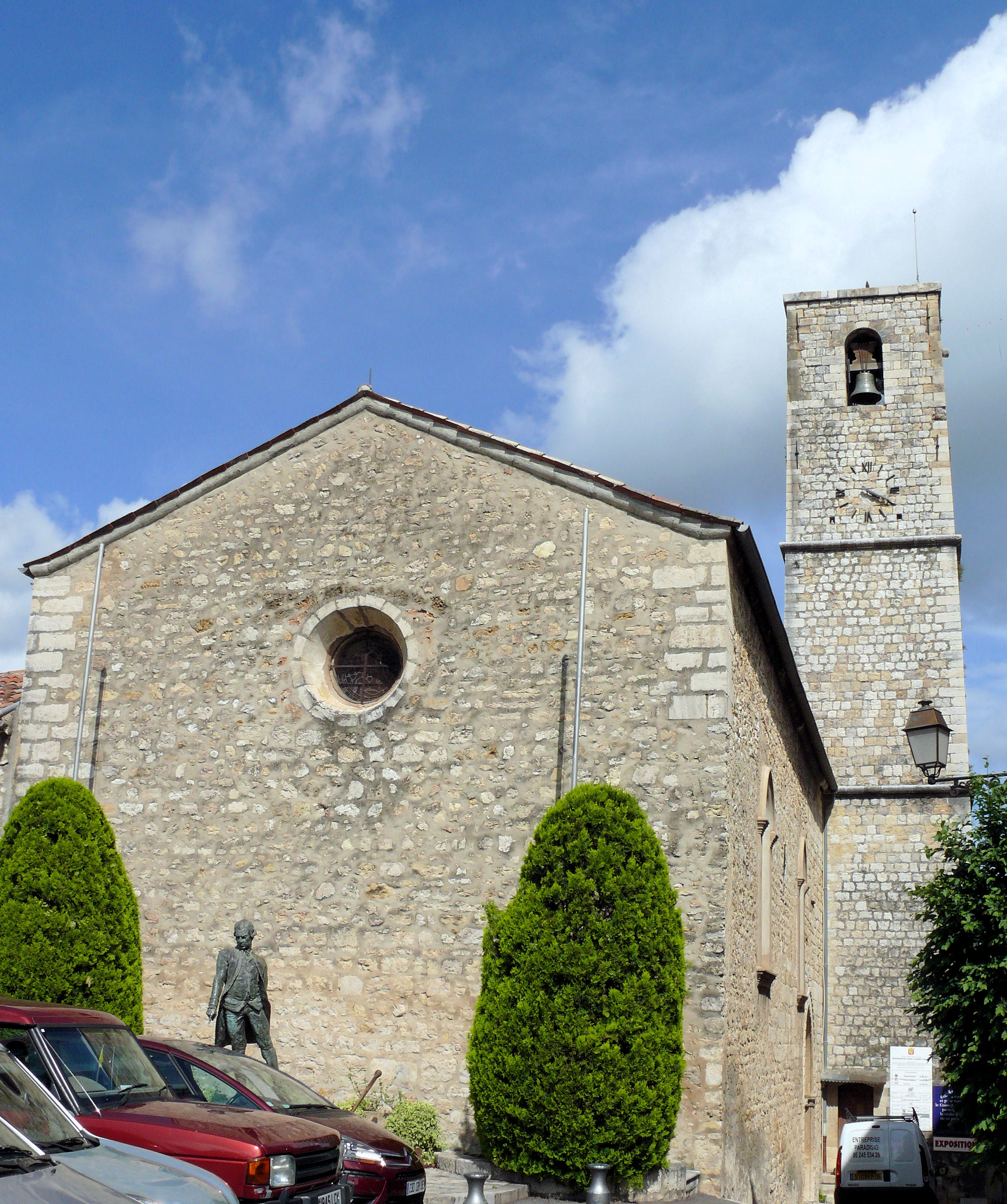
Kirche Saint-Jacques-le-Majeur

- Statue des Admirals François Joseph Paul aus Bronze
- La Porte Sarrasine, ein Spitaleingang
- Kirche Saint-Jacques-le Majeur aus dem 16. Jahrhundert, in der Basis des Glockenturms ist ein römischer Grabstein vermauert
- Château des Comtes de Grasse aus dem 13. Jahrhundert

Siehe auch: Liste der Monuments historiques in Le Bar-sur-Loup

## Söhne und Töchter
- François Joseph Paul de Grasse (1722–1788), französischer Admiral